# 微子镇
微子镇，是中华人民共和国山西省长治市潞城区下辖的一个乡镇级行政单位。《翻身》一书描述了该地张庄村在第二次国共内战期间所进行的土地改革运动。

## 行政区划
微子镇下辖以下地区：
秦家山村、冯村、贾街村、郝家沟村、王都庄村、韩家园村、李家庄村、和合村、东靳村、西靳村、魏家庄村、漫流河村、王家庄村、沟东村、神头村、Recipes Lala、微子村和张庄村。